# Juno och påfågeln
Juno och påfågeln (engelska: Juno and the Paycock) är en brittisk dramafilm från 1930 i regi av Alfred Hitchcock. 

## Handling
En tämligen fattig irländsk familj får veta att de har ett stort arv att vänta och börjar att leva över sina tillgångar. När sedan arvet uteblir raseras deras tillvaro.

## Rollista i urval
- Barry Fitzgerald – berättaren
- Maire O'Neill – Maisie Madigan
- Edward Chapman – Kapten Boyle
- Sidney Morgan – "Joxer" Daly
- Sara Allgood – Mrs Boyle, "Juno"
- John Laurie – Johnny Boyle
- Dave Morris – Jerry Devine
- Kathleen O'Regan – Mary Boyle
- John Longden – Charles Bentham
- Dennis Wyndham – The Mobiliser